# Abu ur-Rabí Sulaymán
Abu ar-Rabí Sulaymán (en árabe: أبو الربيع سليمان‎ abū ar-rabīʿ sulaymān, marzo de 1289-23 de noviembre de 1310) fue un sultán benimerín que gobernó fundamentalmente el territorio del moderno Marruecos del 28 de julio de 1308 hasta su muerte. Era hijo o nieto de Abu Yaqub Yusuf y hermano de Abu Thabit Amir, a quien sucedió en 1308, a la edad de diecinueve años.

## Advenimiento y primeras acciones
Abu ar-Rabí Sulaymán sucedió a su hermano Abu Thabit Amir como sultán benimerín en julio de 1308. Este había muerto en Tetuán, en el Rif, mientras sitiaba Ceuta, entonces en manos de Othman ibn Idris, un pretendiente al trono benimerín que contaba con el respaldo de los nazaríes. Se cree que hubo representantes suyos en las negociaciones que se celebraron en Alcalá de Henares a finales de 1309 entre Fernando IV de Castilla y Jaime II de Aragón y que tenían por objetivo concertarse contra el sultán nazarí Muhammad III de Granada. 

## Mejora de las relaciones con Granada
Este fue depuesto en un golpe palaciego por su hermano Nasr en marzo de 1309 y el nuevo señor granadino se apresuró a mejorar las relaciones con los benimerines: retiró el apoyo al pretendiente Othman ibn Idris y ayudó a Abu al-Rabí a recuperar Ceuta en julio de 1309.
Por su parte, los benimerines se apresuraron a devolverle el favor: el sultán despachó una flota para obligar a los castellanos a levantar el sitio de Algeciras en enero de 1310 y también tropas para que los granadinos pudiesen repeler el desembarco aragonés cerca de Almería. Como parte del trato, se concertó el matrimonio de Abu al-Rabí con una princesa granadina. El sultán nazarí entregó las ciudades de Algeciras y Ronda a los benimerines en calidad de dote.
Al igual que su hermano antes que él, Abu al-Rabí Sulaymán enfermó, y murió en noviembre de 1310. Carecía de hijos, por lo que le sucedió en el trono un tío, Abu Sa'id Uthman II.